# Quararibea cornucopiae
Quararibea cornucopiae är en malvaväxtart som beskrevs av Visch.. Quararibea cornucopiae ingår i släktet Quararibea och familjen malvaväxter. Inga underarter finns listade i Catalogue of Life.